# 康拉德·奥尔森
康拉德·奥尔森（挪威語：Conrad Olsen，1891年7月6日—1970年10月19日），挪威男子赛艇运动员。他曾代表挪威参加1920年夏季奥林匹克运动会赛艇比赛，获得男子八人单桨有舵手铜牌。